# Titus Flavius Iulianus (Konsul 140)

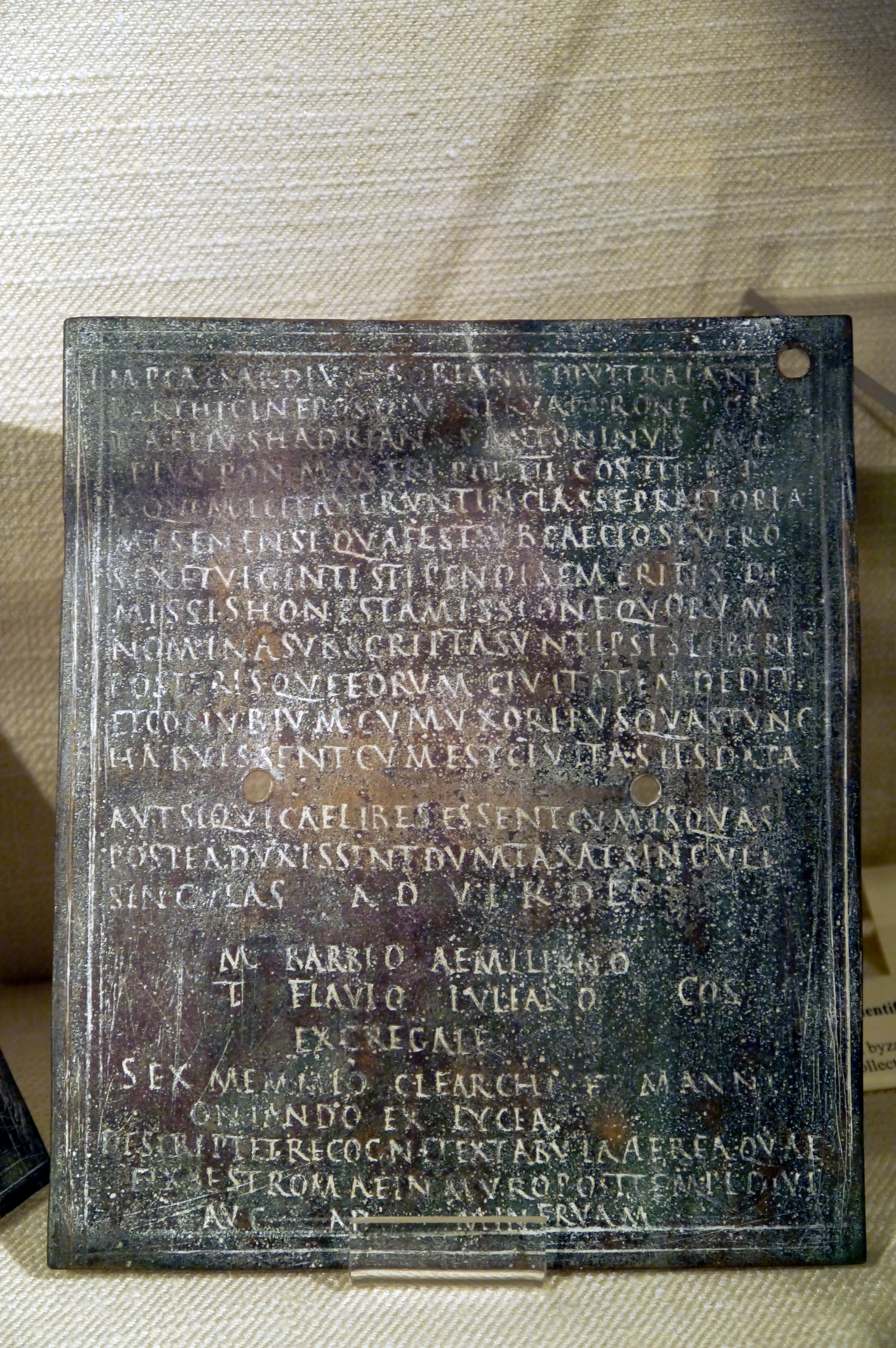
Ein Militärdiplom von 140 n. Chr.

Titus Flavius Iulianus war ein im 2. Jahrhundert n. Chr. lebender Angehöriger des römischen Senatorenstandes.
Durch Militärdiplome, die z. T. auf den 26. November und den 13. Dezember 140 datiert sind, ist belegt, dass Iulianus 140 zusammen mit Marcus Barbius Aemilianus Suffektkonsul war; die beiden übten dieses Amt im letzten Nundinium des Jahres, vom 1. November bis zum 31. Dezember, aus.